# Чупровщина
Чупровщина — деревня в Холмогорском районе Архангельской области.

## География
Находится в центральной части Архангельской области на расстоянии приблизительно 4 км на север-северо-восток по прямой от села Емецк на левобережье реки Емца.

## История
Была отмечена ещё в 1905 году. До 2022 года входила в Емецкое сельское поселение до его упразднения.

## Население
Численность населения: 71 человек (1905 год), 13 (русские 100 %) в 2002 году, 5 в 2010.